# Halina
Halina – imię żeńskie pochodzące od gr. γαλήνη galene – „spokój”, „błogostan”. Od Haliny powstało imię Halka, spopularyzowane dzięki operze Stanisława Moniuszki – Halka, którą niekiedy nadawano jako samodzielne imię.
W Kościele katolickim patronką tego imienia jest św. Halina z Koryntu, dziewica i męczennica (†258). 
Halina imieniny obchodzi: 1 lipca i 24 sierpnia.

## Osoby noszące imię Halina
- Halina z Koryntu – święta, męczennica.
- Halina Auderska – polska pisarka
- Halina Chrobak – polska aktorka
- Halina Czerny-Stefańska – polska pianistka
- Halina Dobrowolska – aktorka polska
- Halina Frąckowiak – polska piosenkarka
- Halina Górecka – polska lekkoatletka
- Halina Grotowska – uczestniczka powstania warszawskiego
- Halina Hackiewicz – uczestniczka powstania warszawskiego
- Halina Kołdras-Bartnicka – polska hokeistka na trawie
- Halina Konopacka – polska lekkoatletka
- Halina Koźniewska – polska lekarka
- Halina Krzanowska – polska uczona, biolog
- Halina Kunicka – polska piosenkarka
- Halina Młynkowa – polska piosenkarka
- Halina Molka – polska posłanka PiS
- Halina Murias – polska posłanka LPR
- Halina Nowina-Konopczyna – polska posłanka
- Halina Olendzka – polska posłanka PiS
- Halina Poświatowska – polska poetka
- Halina Sadkowska – polska harcerka
- Halina Snopkiewicz – polska powieściopisarka
- Halina Wasilewska-Trenkner – polska ekonomistka
- Halina Wiśniewska – polska harcerka
- Halina Wyrodek – polska aktorka